# Hideaki Yanagida
Hideaki Yanagida (柳田 英明, Yanagida Hideaki) est un lutteur japonais spécialiste de la lutte libre né le 1er janvier 1947.

## Biographie
Il remporte la médaille d'or des Championnats du monde de lutte 1970 et des Championnats du monde de lutte 1971 dans la catégorie des moins de 57 kg. Lors des Jeux asiatiques de 1970, il remporte également la médaille d'or dans la même catégorie de poids.
Lors des Jeux olympiques d'été de 1972, il remporte le titre olympique en combattant dans la catégorie des -57 kg.

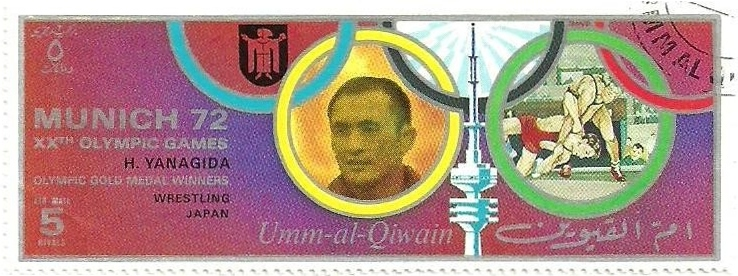
Timbre d'Umm al-Quwain célébrant la victoire de Yanagida aux Jeux Olympiques de 1972